# 塞普泰姆莱瓦隆
塞普泰姆莱瓦隆（法語：Septèmes-les-Vallons，法語發音：[sɛptɛm le valɔ̃]）是法国罗讷河口省的一个市镇，位于该省东部，属于普罗旺斯地区艾克斯区。

## 地名
该地名Septèmes-les-Vallons中的“Septèmes”源自古罗马时期的第七（罗马里）里程碑（Lapis septimus），此地距离马赛老港7罗马里。需要注意的是，与该地名中“Septèmes”同源的意为“第七”的现代法语词“septième”的字母“p”不发音，但该地名中“Septèmes”的“p”发音。

## 地理
塞普泰姆莱瓦隆（43°23'54"N, 5°21'57"E）面积17.84 平方千米，位于法国普罗旺斯-阿尔卑斯-蓝色海岸大区罗讷河口省，该省份为法国东南部沿海省份，北起沃克吕兹省，西接加尔省，南濒地中海，东临瓦尔省。
与塞普泰姆莱瓦隆接壤的市镇（或旧市镇、城区）包括：布克贝莱尔、莱佩讷米拉博、锡米亚讷科隆格、马赛。
塞普泰姆莱瓦隆的时区为UTC+01:00、UTC+02:00（夏令时）。

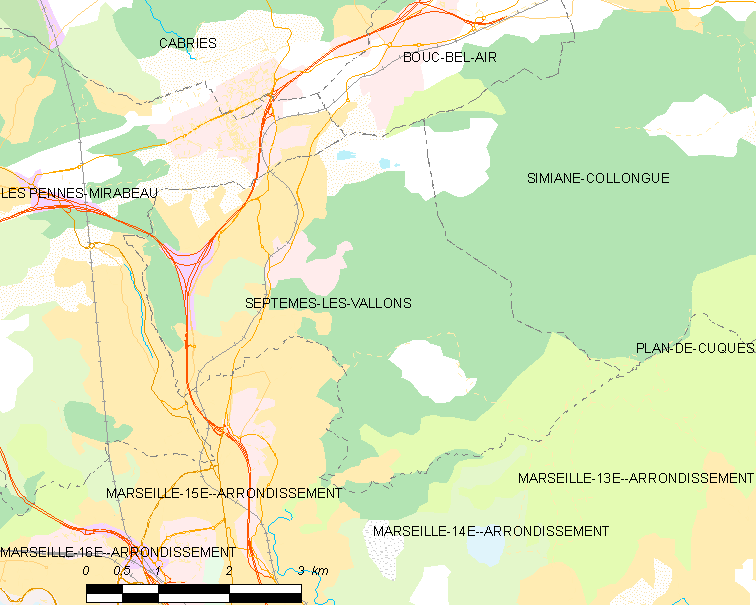
塞普泰姆莱瓦隆的OSM定位图

## 行政
塞普泰姆莱瓦隆的邮政编码为13240，INSEE市镇编码为13106。

## 政治
塞普泰姆莱瓦隆所属的省级选区为加尔达讷县。

## 人口

1962-2008年间塞普泰姆莱瓦隆人口变化图示

塞普泰姆莱瓦隆于2022年1月1日时的人口数量为12018人。